# Gunnar Malmquist
 (février 2021).
Si vous disposez d'ouvrages ou d'articles de référence ou si vous connaissez des sites web de qualité traitant du thème abordé ici, merci de compléter l'article en donnant les références utiles à sa vérifiabilité et en les liant à la section « Notes et références ».
Karl Gunnar Malmquist (21 février 1893 – 27 juin 1982) était un astronome suédois.

## Biographie
Gunnar Malmquist est né à Ystad, où il fit ses études secondaires avant de s'inscrire à l'université de Lund en 1911. Il y obtint son doctorat en 1921, fut amanuensis à l'université de Lund 1915-1920 et habilité à diriger les recherches à partir de 1920. Il continua à travailler à l'observatoire de Lund jusqu'en 1929, fut observateur à l'observatoire de Stockholm et y enseigna de 1930 à 1939, avant de devenir professeur d'astronomie à l'université d'Uppsala de 1939 jusqu'à son départ en retraite en 1959.
Malmquist fut étudiant de Carl Charlier à Lund et devint l'un des membres les plus connus de l'«École de Lund» en astronomie statistique. Ses travaux dans ce domaine conduisirent, parmi d'autres choses, à la découverte du biais de Malmquist.
Comme professeur à l'observatoire astronomique d'Uppsala, il s'intéressa aux télescopes de Schmidt et prit l'initiative, avec Åke Wallenquist, d'acquérir un grand télescope de Schmidt qui fut installé à l'Observatoire Kvistaberg (1964). À l'époque, ce télescope est l'un des plus grands télescopes de Schmidt du monde avec un miroir de 135 cm et une lame correctrice de 100 cm. Pour l'université, il mena à bien la construction d'un télescope de Schmidt (Uppsala Southern Schmidt Telescope) et d'un dôme pour l'abriter au Mont Stromlo en Australie en 1956, "The Uppsala Southern Station".
L'astéroïde (1527) Malmquista porte son nom.